# Louisfert
Louisfert [lwifɛʁ]  est une commune de l'Ouest de la France, située dans le département de la Loire-Atlantique, en région Pays de la Loire.

## Géographie

Situation de la commune de Louisfert dans le département de la Loire-Atlantique.

Louisfert est située à 6 kilomètres au sud-ouest de Châteaubriant.
|                          | Saint-Aubin-des-Châteaux | Châteaubriant      |
| Saint-Vincent-des-Landes | Louisfert                | Erbray             |
|                          | Issé                     | Moisdon-la-Rivière |

### Les villages de Louisfert
La Delinais - Le Challonge - Le Clos-Potier - La Haute Morais - La Rabière - La Rivière Cotteux - La Treslais - La Touche - Le Mortier - La Haie Blanche Noë - Le Creux - La Gauffrière - La Riftière - La Bréchetais - La Marchaiserie - La Jumelais - L'Essard - La Riolais - Le Bois Vert - La Noë - Thiéré - La Libeaudais - La Chaussée - La Chevalerie - La Janvrie - Le Tertre Gicquel - La Loctière - L'Eveillarderie - La Hessandière - La Chênaie - La Grée - Le Clos de l'Epine - La Largère - Les Rôtis - La Gare - Bellevue - Beauchêne - Le Roncier - Caratel -

### Climat
Pour des articles plus généraux, voir Climat des Pays de la Loire et Climat de la Loire-Atlantique.
En 2010, le climat de la commune est de type climat océanique altéré, selon une étude du CNRS s'appuyant sur une série de données couvrant la période 1971-2000. En 2020, Météo-France publie une typologie des climats de la France métropolitaine dans laquelle la commune est exposée à un climat océanique et est dans la région climatique  Bretagne orientale et méridionale, Pays nantais, Vendée, caractérisée par une faible pluviométrie en été et une bonne insolation. 
Pour la période 1971-2000, la température annuelle moyenne est de 11,6 °C, avec une amplitude thermique annuelle de 13,5 °C. Le cumul annuel moyen de précipitations est de 722 mm, avec 12,1 jours de précipitations en janvier et 6,5 jours en juillet. Pour la période 1991-2020, la température moyenne annuelle observée sur la station météorologique de Météo-France la plus proche, sur la commune de Soudan à 12 km à vol d'oiseau, est de 12,2 °C et le cumul annuel moyen de précipitations est de 826,4 mm,. Pour l'avenir, les paramètres climatiques de la commune estimés pour 2050 selon différents scénarios d'émission de gaz à effet de serre sont consultables sur un site dédié publié par Météo-France en novembre 2022.

## Urbanisme

### Typologie
Au 1er janvier 2024, Louisfert est catégorisée commune rurale à habitat dispersé, selon la nouvelle grille communale de densité à sept niveaux définie par l'Insee en 2022.
Elle est située hors unité urbaine. Par ailleurs la commune fait partie de l'aire d'attraction de Châteaubriant, dont elle est une commune de la couronne,. Cette aire, qui regroupe 20 communes, est catégorisée dans les aires de moins de 50 000 habitants,.

### Occupation des sols
L'occupation des sols de la commune, telle qu'elle ressort de la base de données européenne d’occupation biophysique des sols Corine Land Cover (CLC), est marquée par l'importance des territoires agricoles (87,3 % en 2018), en diminution par rapport à 1990 (89,3 %). La répartition détaillée en 2018 est la suivante : 
prairies (39 %), zones agricoles hétérogènes (24,3 %), terres arables (23,9 %), forêts (8,1 %), zones urbanisées (3,2 %), espaces verts artificialisés, non agricoles (1,5 %). L'évolution de l’occupation des sols de la commune et de ses infrastructures peut être observée sur les différentes représentations cartographiques du territoire : la carte de Cassini (XVIIIe siècle), la carte d'état-major (1820-1866) et les cartes ou photos aériennes de l'IGN pour la période actuelle (1950 à aujourd'hui).

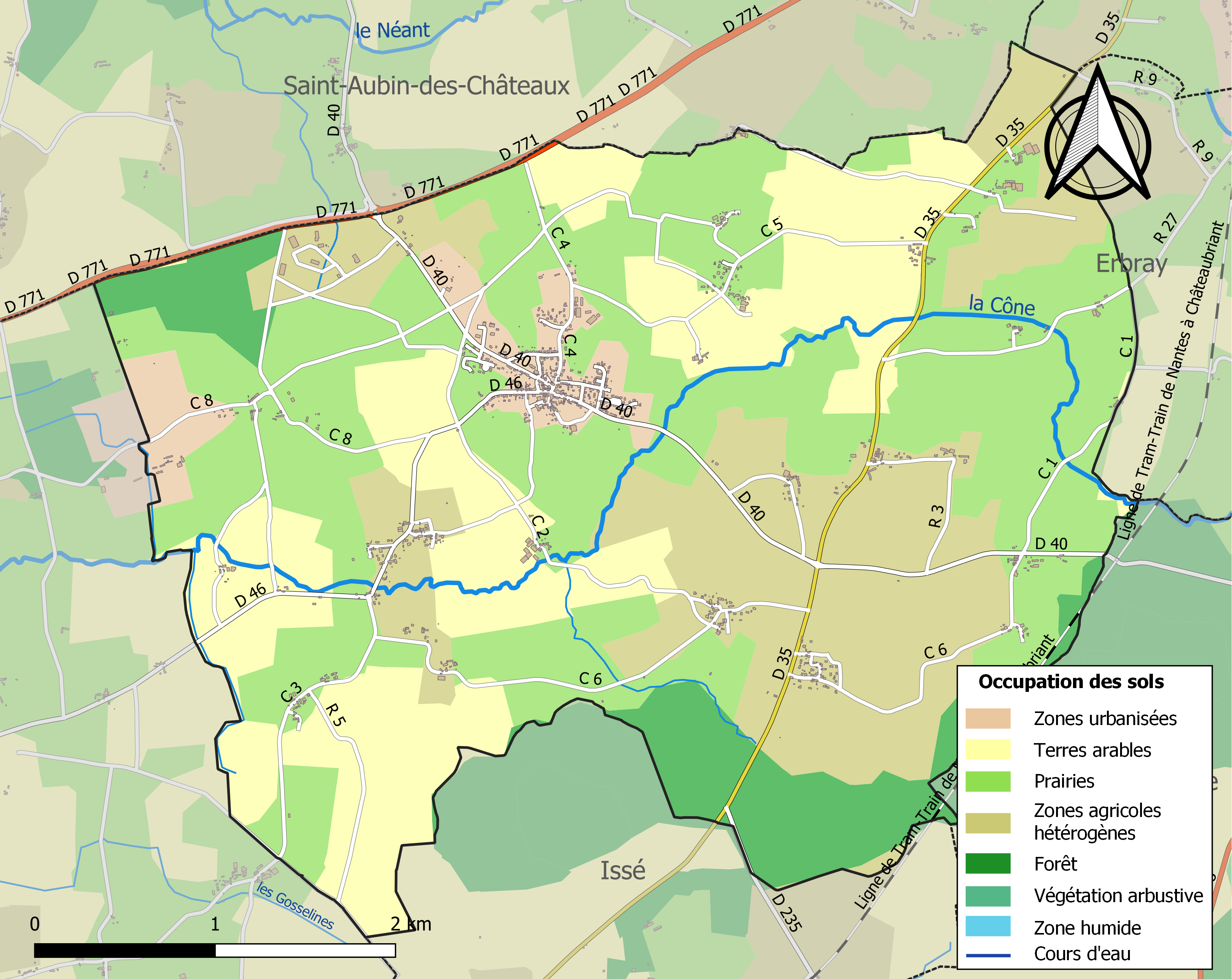
Carte des infrastructures et de l'occupation des sols de la commune en 2018 (CLC).

## Toponymie
Le nom de la localité est attesté sous les formes Leoferri en 1150, Locus ferri en 1156, Locoferri en 1186, Louyfert en 1469, Loüifer en 1731, Louifert en 1779.
Le nom de Louisfert vient du latin locus ferri (en 1156) : « le lieu du fer ». Une bulle du pape Urbain III du 28 décembre 1186 parle déjà de Sancti Petri de Loce Ferri : « Saint-Pierre du Lieu du Fer ».
Louisfert possède un nom en gallo, la langue d'oïl locale, écrit Louifèr selon l'écriture ABCD, ou Louifèrr selon l'écriture MOGA. En gallo, le nom de la commune se prononce [lwifɛʁ].
La forme bretonne proposée par l'Office public de la langue bretonne est Lufer.

## Histoire
Selon infobretagne, on peut dire que le petit prieuré de Locusferri mentionné par l'abbaye Saint-Florent (Saint-Florent-le-Veil) de Saumur en 1156 est annexé à celui de Moisdon en 1311. La maison seigneuriale est le château de la Vallée de Caratel, rebâti au XVIIe siècle.
Une léproserie, qui est sous le patronage de saint Michel, existe à la Rivetière au XIIIe siècle. Un petit oratoire circulaire y est construit en 1957 pour y placer l'archange saint Michel et commémorer ainsi le passé du lieu.

## Emblèmes

### Héraldique
| Blason | Blasonnement : D'or semé de fers de lance de sable ; en abîme, un écusson de gueules à deux clefs adossées d'argent. Commentaires : Les deux clés évoquent Saint-Pierre, patron de la paroisse et martyr. Une bulle du pape Urbain III du 28 décembre 1186 parle déjà : Sancti Petri de Loce Ferri cum capella... (« Saint-Pierre de Lieu-Fer avec chapelle... »). Blason conçu par l'abbaye Saint-Pierre-de-Solesmes (délibération municipale du 12 décembre 1968). |

### Devise
La devise de Louisfert : Ferreus Si Locus Aureum Cor.

## Population et société

### Démographie
Selon le classement établi par l'Insee, Louisfert fait partie de l'aire urbaine, de la zone d'emploi et du bassin de vie de Châteaubriant. Elle n'est intégrée dans aucune unité urbaine. Toujours selon l'Insee, en 2010, la répartition de la population sur le territoire de la commune était considérée comme « peu dense » : 76 % des habitants résidaient dans des zones « peu denses »  et 24 % dans des zones « très peu denses ».

#### Évolution démographique
L'évolution du nombre d'habitants est connue à travers les recensements de la population effectués dans la commune depuis 1793. Pour les communes de moins de 10 000 habitants, une enquête de recensement portant sur toute la population est réalisée tous les cinq ans, les populations de référence des années intermédiaires étant quant à elles estimées par interpolation ou extrapolation. Pour la commune, le premier recensement exhaustif entrant dans le cadre du nouveau dispositif a été réalisé en 2005.

En 2022, la commune comptait 949 habitants, en évolution de −6,96 % par rapport à 2016 (Loire-Atlantique : +6,68 %, France hors Mayotte : +2,11 %).
| 1793 | 1800 | 1806 | 1821 | 1831 | 1836 | 1841 | 1846 | 1851 |
| ---- | ---- | ---- | ---- | ---- | ---- | ---- | ---- | ---- |
| 530  | 489  | 475  | 506  | 540  | 595  | 616  | 683  | 770  |

| 1856 | 1861 | 1866 | 1872 | 1876 | 1881 | 1886 | 1891 | 1896 |
| ---- | ---- | ---- | ---- | ---- | ---- | ---- | ---- | ---- |
| 777  | 774  | 793  | 784  | 851  | 850  | 848  | 881  | 873  |

| 1901 | 1906 | 1911 | 1921 | 1926 | 1931 | 1936 | 1946 | 1954 |
| ---- | ---- | ---- | ---- | ---- | ---- | ---- | ---- | ---- |
| 825  | 841  | 790  | 700  | 718  | 671  | 657  | 562  | 603  |

| 1962 | 1968 | 1975 | 1982 | 1990 | 1999 | 2005 | 2006 | 2010 |
| ---- | ---- | ---- | ---- | ---- | ---- | ---- | ---- | ---- |
| 605  | 556  | 606  | 766  | 817  | 796  | 840  | 847  | 898  |

| 2015  | 2020 | 2022 | - | - | - | - | - | - |
| ----- | ---- | ---- | - | - | - | - | - | - |
| 1 009 | 965  | 949  | - | - | - | - | - | - |

#### Pyramide des âges
La population de la commune est relativement jeune.
En 2018, le taux de personnes d'un âge inférieur à 30 ans s'élève à 34,4 %, soit en dessous de la moyenne départementale (37,3 %). À l'inverse, le taux de personnes d'âge supérieur à 60 ans est de 24,2 % la même année, alors qu'il est de 23,8 % au niveau départemental.
En 2018, la commune comptait 507 hommes pour 501 femmes, soit un taux de 50,3 % d'hommes, légèrement supérieur au taux départemental (48,58 %).
Les pyramides des âges de la commune et du département s'établissent comme suit.
| Hommes | Classe d’âge | Femmes |
| ------ | ------------ | ------ |
| 0,0    | 90 ou +      | 0,2    |
| 5,2    | 75-89 ans    | 6,5    |
| 18,4   | 60-74 ans    | 18,3   |
| 19,4   | 45-59 ans    | 20,4   |
| 20,8   | 30-44 ans    | 22,1   |
| 12,8   | 15-29 ans    | 11,5   |
| 23,5   | 0-14 ans     | 21,0   |

| Hommes | Classe d’âge | Femmes |
| ------ | ------------ | ------ |
| 0,6    | 90 ou +      | 1,8    |
| 6      | 75-89 ans    | 8,6    |
| 15,1   | 60-74 ans    | 16,4   |
| 19,4   | 45-59 ans    | 18,8   |
| 20,1   | 30-44 ans    | 19,3   |
| 19,2   | 15-29 ans    | 17,4   |
| 19,5   | 0-14 ans     | 17,6   |

## Lieux et monuments
- Le calvaire mégalithique érigé grâce aux pierres mégalithiques récupérées dans la région par l'abbé Jacques Cotteux. Ce calvaire à personnages se situe près du cimetière sur l'ancienne route de Châteaubriant.
- La maison de l'écrivain René Guy Cadou dans l'école où il enseigna est sise dans le bourg, sur la route d'Erbray. (dates et heures de visite)
- Le château de Caratel  Inscrit MH (1985)[23].
- La Forêt Pavée, d'une superficie de 600 hectares est un havre de paix et de promenade pour les amoureux de la nature.
- La Grange aux poètes accueille les groupes et les événements culturels ou familiaux.

## Personnalités liées à la commune
- René Guy Cadou (1920-1951), poète breton de langue française, décédé à Louisfert[24].

| Pieds nus dans la campagne bleue,comme un Bon Père Qui tient sa mule par le cou et qui dit des prières Je vais je ne sais rien de ma vie mais je vais Au bout de tout sans me soucier du temps qu'il fait— René-Guy Cadou, Le Cœur définitif, extrait de Louisfert, 1er juillet 1948. |

- Hélène Cadou, poète et femme du poète précédent.

## Peinture
- Maurice Loirand, Village de Louisfert (maison-école du poète René Guy Cadou), 1978, Musée de Setagaya, Tokyo, Japon